# Ozero Beloje (sjö i Belarus, Vitsebsks voblast, lat 54,73, long 29,37)
Ozero Beloje (ryska: Озеро Белое) är en sjö i Belarus.   Den ligger i voblasten Vitsebsks voblast, i den norra delen av landet, 150 km nordost om huvudstaden Minsk. Ozero Beloje ligger 143 meter över havet. Arean är 0,30 kvadratkilometer. Den sträcker sig 0,8 kilometer i nord-sydlig riktning, och 1,2 kilometer i öst-västlig riktning.
Omgivningarna runt Ozero Beloje är en mosaik av jordbruksmark och naturlig växtlighet. Runt Ozero Beloje är det ganska glesbefolkat, med 28 invånare per kvadratkilometer.